# 加賀孝一郎
加賀 孝一郎（かが こういちろう、1899年（明治32年） - 1988年（昭和63年）2月3日）は、日本の洋画家。春陽会会員。

## 年譜
- 1899年 - 岐阜県海津郡海津町（現・海津市）に生まれる。
- 1902年 - 名古屋市中川区に転居。同地にアトリエを構える。
- 1918年 - 岸田劉生に師事する。